# Hồ Tùng Mậu (xã)
Hồ Tùng Mậu là một xã thuộc huyện Ân Thi, tỉnh Hưng Yên, Việt Nam.

## Địa lý
Xã Hồ Tùng Mậu nằm ở phía nam huyện Ân Thi, có vị trí địa lý:
- Phía đông giáp xã Đa Lộc và xã Tiền Phong
- Phía tây giáp huyện Kim Động và xã Cẩm Ninh
- Phía nam giáp xã Hồng Vân
- Phía bắc giáp xã Nguyễn Trãi.

Xã Hồ Tùng Mậu có diện tích 7,14 km², dân số năm 2019 là 7.900 người, mật độ dân số đạt 1.106 người/km².

## Giao thông
Xã Hồ Tùng Mậu có tỉnh lộ 200 chạy qua.